# Emma Gersztejn

Gersztejn w 1999

Emma Grigorjewna Gersztejn (ros. Эмма Григорьевнаur Герштейн, ur. 25 października 1903 (12 października wg kalendarza juliańskiego) w Dźwińsku, zm. 29 czerwca 2002 w Moskwie) – rosyjska historyk literatury. 

## Życiorys
Urodziła się na terenie dzisiejszej Łotwy, wówczas w granicach Imperium Rosyjskiego, jako drugie z czworga dzieci chirurga. Ojciec był cenionym moskiewskim lekarzem i zapewnił swej córce dobre wykształcenie. 
Emma ukończyła studia na Uniwersytecie Moskiewskim. Przez pewien czas zajmowała się pracą biurową, która nie dawała jej satysfakcji. W 1928 spotkała w sanatorium poetę Osipa Mandelsztama i jego żonę Nadieżdę. Znajomość ta pozwoliła Gersztejn poznać innych członków ich kręgu, takich jak Marina Cwietajewa, Boris Pasternak, Anna Achmatowa czy Lew Gumilow.
W późnych latach 30, zachęcona przez Borisa Eichenbauma zajęła się historią literatury, przede wszystkim historią życia Michaiła Lermontowa, wydając książki biograficzne: Sad'ba Lermontowa (1964) oraz Gieroj naszego wieremieni Lermontowa. Od 1936 badała manuskrypty w kolekcjach muzeów: literackiego, historycznego, biblioteki Lenina i państwowych archowów. Od 1965 należała do Związku Pisarzy ZSRR. Dokończyła i zaopatrzyła komentarzem dzieło Anny Achmatowej o Aleksandrze Puszkinie: Woporosy literatury (1970, nr. 1).
W 1998 wydała zbiór wspomnień o swoim życiu i literackich znajomych, Memuary, później przetłumaczony na angielski jako Moscow Memoirs. Książka została nagrodzona Małą Rosyjską Nagrodą Bookera oraz nagrodą Anti-Booker.
Zmarła w 2002 roku w Moskwie i została pochowana na tamtejszym cmentarzu Wagańkowskim.